# Olimpíada

Símbolo oficial dos Jogos Olímpicos

Olimpíada (do latim Olympĭas), conforme Carta Olímpica grega de 1896, é o período de quatro anos civis entre a realização de dois Jogos Olímpicos consecutivos, ou Jogos da Olimpíada. Cada Olimpíada ou Período Olímpico inicia no primeiro dia de janeiro (01/01) do primeiro ano de realização dos Jogos e segue até o trigésimo primeiro dia de dezembro do quarto ano (31/12), véspera do próximo evento.
Por exemplo, de 1° de janeiro de 2016 até 31 de dezembro de 2019 o mundo viveu a XXXI Olimpíada (Rio 2016). Já os Jogos Olímpicos do Rio, realizados em agosto de 2016, foram os Jogos da XXXI Olimpíada.
O plural - Olimpíadas - é considerado como a soma de todas as edições de Jogos Olímpicos, tanto de verão quanto de inverno, realizadas até hoje.

## Jogos Olímpicos

### Antiguidade
Os Jogos Olímpicos da Antiguidade tiveram início na cidade de Olímpia na Grécia antiga, os homens participavam dos jogos em honra a Zeus e as mulheres tinham seus próprios jogos em honra à Hera. O vencedor recebia uma coroa de louro ou de folhas de oliveira. Modalidades praticadas: arremesso de dardo, salto em altura, lançamento de disco, corridas, lutas e muitas outras.
No ano de 776 a.C, uma aliança entre reis de diferentes regiões da Grécia foi selada no santuário de Olímpia. Eram tempos de muitas guerras, e este acordo estabeleceu a Paz Olímpica enquanto durassem as competições. A partir de então, os gregos acertaram que durante os meses do verão na Grécia (julho a agosto), os jogos aconteceriam durante o período de trégua.
A este período de quatro anos sem jogos, ou melhor, entre uma edição e outra, foi dado o nome de “Olimpíada”. E aos jogos em si, de “Jogos Olímpicos”.